# Tobias Mayer
Tobias Mayer (Marbach am Neckar, Baden-Wurtemberg, Alemania,17 de febrero de 1723-Gotinga, Alemania, 20 de febrero de 1762) fue un astrónomo y cartógrafo alemán, padre del físico Johann Tobias Mayer (1752-1830), con quien no debe ser confundido.

## Biografía
Se crio en la pobreza y quedó huérfano de padre a los ocho años; autodidacta, fue aprendiendo ciencias y matemáticas por sus propios medios y destacó como cartógrafo. Luego enseñó matemáticas en la Universidad de Gotinga desde 1750 y fue responsable de la gestión del observatorio de la ciudad. En 1752 divulgó unas Tablas lunares y un primer mapa lunar con coordenadas, que dejaron obsoletos todos los mapas anteriores de la Luna. Además, las tablas de Mayer, que reflejaban las posiciones de la Luna y el Sol, fueron enviadas a las autoridades británicas en 1755, el mismo año en que se publicaba el mapa lunar del propio Mayer con las líneas de latitud (paralelos) y longitud (meridianos) señalizadas. Pero la recién comenzada guerra de los Siete Años, que enfrentaba a Prusia y Gran Bretaña con Francia, Rusia y sus aliados, interrumpió los procesos de verificación del método de Mayer. Este, por otra parte, inventó un mecanismo, el círculo de reflexión, que sirvió de antecesor del sextante para dividir con precisión un círculo y calcular mejor la longitud. Además ideó un procedimiento algebraico para calcular la libración de la Luna con mucha precisión, sumando las aportaciones de Newton y Euler y ganó, con sus citadas Tablas lunares, el gran premio de la Junta de Longitud en Londres (1755). También perfeccionó la triangulación geodésica y tuvo la idea de "repetir lecturas" para minimizar los errores de medición. En su honor hay un cráter en la Luna bautizado con su nombre, y su viuda recibió del gobierno británico 3000 libras en agradecimiento a su contribución para establecer un método más seguro y preciso para calcular la longitud. En 1758 presentó su teoría del color para la síntesis y medición colorimétrica.

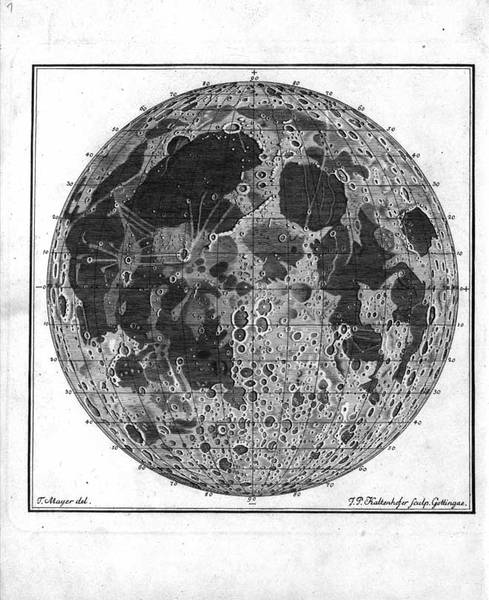
Carta lunar de Mayer

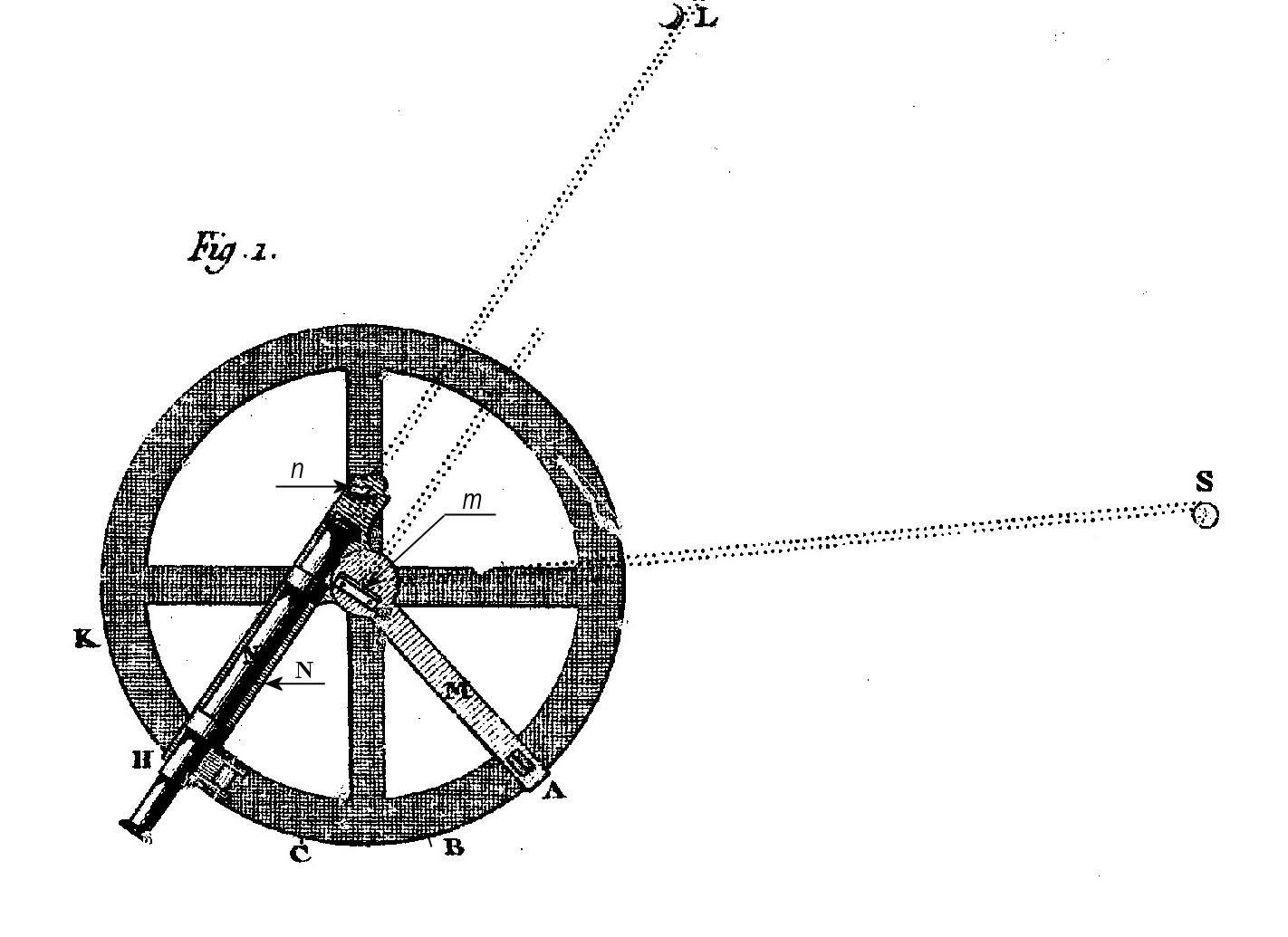
Círculo de reflexión de Mayer, 1767.

## Obras
Debemos a este estudioso un catálogo de 998 estrellas del zodíaco, muchas de las cuales se han observado hasta 26 veces. Sus obras principales, además de estas Tablas, son las siguientes:
- Tratado de curvas para los problemas de construcción en geometría, Augsburgo, 1735 (en alemán)
- Atlas matemático, 1745 (en alemán).
- Kosmographische Nachrichten, Núremberg, 1750.
- Tablas lunares, 1752.
- Theoria lunae juxta systema Newtonianum, 1767.
- Opera inedita, Gotinga, 1775.

## Eponimia
- El cráter lunar T. Mayer lleva este nombre en su memoria.[3]